# Vincenzo Baggioli
Vincenzo Baggioli (Galliate Lombardo, 27 luglio 1909 – Milano, 14 febbraio 1969) è stato un fumettista e giornalista italiano, ideatore, insieme al disegnatore Carlo Cossio, di uno dei personaggi più popolari del fumetto italiano degli anni trenta, Dick Fulmine.

## Biografia
Divenne un noto giornalista sportivo, collaborando poi con la S.A.E.V. di Lotario Vecchi come scrittore di storie a fumetti per pubblicazioni per ragazzi. Insieme al disegnatore Carlo Cossio ideò nel 1938 il personaggio di Dick Fulmine. Lo stesso editore pubblicava la serie a strisce di Superman ma, dopo poco tempo, dato che il materiale originale americano era di difficile reperibilità, questi incaricò Baggioli, insieme al fratello Zenobio Baggioli, di realizzarne una serie di storie da pubblicare sugli Albi dell'Audacia; quindi, dopo le prime due storie degli autori americani Siegel e Shuster, vennero edite altre due storie realizzate dai fratelli Baggioli, rinominando il personaggio come Ciclone, mentre le strisce originali venivano destinate al giornale L'Audace.
Morì a Milano nel 1969.